# یواس‌آرسی اری
یواس‌آرسی اری (به انگلیسی: USRC Erie) یک کشتی بود. این کشتی در سال ۱۹۳۳ ساخته شد.